# セント・マーチン島
セント・マーチン島（セント・マーチンとう、英語: Saint Martin）は、カリブ海のリーワード諸島（小アンティル諸島北部）にある島。島の北側はフランス領、南側はオランダ領に分割されており、フランス語でサン・マルタン（仏: Saint-Martin）、オランダ語でシント・マールテン（蘭: Sint Maarten）とも呼ばれる。

## 地理

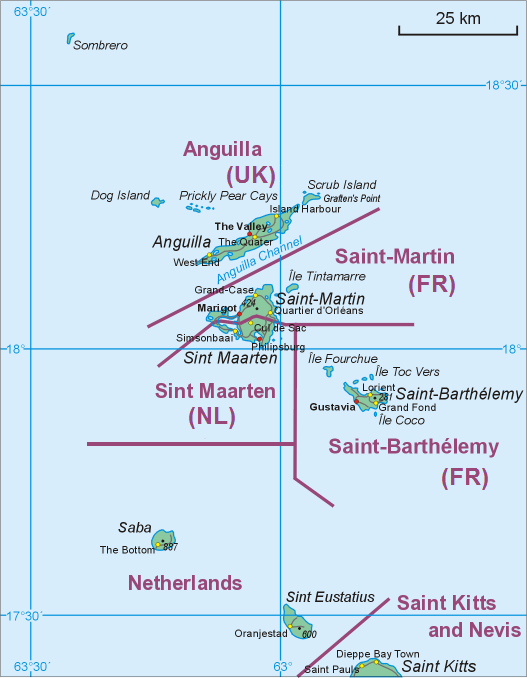
周辺地図

### 位置・広がり
この島は、リーワード諸島北部に位置している。北にアンギラ海峡 (Anguilla Channel) を隔ててアンギラ島（イギリス自治領のアンギラ領）、東南にサン・バルテルミー島など（フランス領の海外準県サン・バルテルミー）が、それぞれ近接してある。また、島の南方にはオランダの特別自治体（BES諸島）であるサバ島やシント・ユースタティウス島がある。
島の面積は面積 88 km2。島の中央にフランスとオランダの国境線が走っており、現地では基本的にフランス領側（French Side フレンチ・サイド）をフランス語でサン・マルタン、オランダ領側（Dutch Side ダッチ・サイド）をオランダ語でシント・マールテンと呼び分けている。両者は等分されてはおらず、おおむねフランス:オランダ＝4:3の比となっている。
サン・マルタン（フランス領側）はフランスの海外準県で、面積 54km2、人口 31,397人、首府はマリゴ。行政区画としてのサン・マルタンには、タンタマール島など周辺の小島も含む。
シント・マールテン（オランダ領側）はオランダの自治領（オランダ王国の構成国）で、面積 34km2、人口 35,000人、首府はフィリップスブルフ。
フランスの領土とオランダの領土が地続きで接しているのは、世界でここだけである。

### 地勢

セント・マーチン島地図（英語）

島はおおむね山がちな地形であり、起伏に富んだ多くの丘と多くの入り江がある。また、砂州が発達し、多くの潟湖を擁している。まとまった広さの平坦な土地は砂州上などに限られている。
島の中央部に山塊があり、最高峰はフランス領側にあるピク・パラディ（424m）である。
西部には、カリブ海最大の潟湖であるシンプソン・ベイ・ラグーン (Simpson Bay Lagoon) が広がっており、周辺はリゾート地帯となっている。
- ランドサット衛星写真
- フィリップスブルフ
- マリゴ

### 気候
海洋性熱帯気候で、北東貿易風が卓越している。気候は温暖で、年平均降水量は1500mm。7月から11月までハリケーン・シーズンである。島に特に甚大な被害をもたらしたハリケーンとして、1960年の「ドンナ」 (Hurricane Donna) 、1995年の「ルイス」 (Hurricane Luis) が挙げられる。

## 歴史

### 「発見」
島には、先住民としてカリブ族とアラワク族が暮らしていた。
1493年11月11日、コロンブスは第2回航海でこの島を「発見」し、11月11日が聖マルティヌスの聖名祝日（聖マルティヌスの日）であることにちなんでサン・マルティン島（スペイン語: Isla de San Martín）と名付けた。コロンブスはこの島をスペイン領に帰するものと主張したが、スペインはこの島への植民を重要視しなかった。
島は各国の船や海賊たちが水や塩の供給地として利用するようになり、「塩の島」Soualiga と呼ばれるようになった。17世紀に入ると、フランスとオランダがこの島に着目した。フランス人たちはトリニダードとバミューダの中間に拠点を欲し、オランダ人たちはニューアムステルダムとブラジルの中間に拠点を欲していたのである。

### 植民
オランダ人たちは1627年から1631年にかけて島に植民を開始し、1631年には町とアムステルダム砦 (Fort Amsterdam (Sint Maarten)) を築いた。島の人口は少なかったため、拠点建設は容易に進んだ。Jan Claeszen Van Campen が最初の総督になり、間もなくオランダ西インド会社が塩鉱の経営に乗り出した。同様にフランス人やイギリス人の植民者も島に進出した。かれらが塩の交易に成功すると、スペインもこの島の価値に気づくようになった。当時、スペインとオランダは八十年戦争を繰り広げており、この島にも戦火は及んだ。
1633年、スペインがオランダから島を奪取し、入植者たちのほとんどを追放した (Capture of Saint Martin (1633)) 。スペインは Point Blanche に砦を建設している。オランダはたびたびセント・マーチン島の奪回を図ったが、すべて失敗に終わっている。のちにニューネーデルラント総督を務めることになるピーター・ストイフェサントは、1644年にセント・マーチン島への攻撃を指揮するも、片足を失っている (Attack on Saint Martin) 。
スペインによる占領から15年が経過した1648年、八十年戦争は終結するが、このころにはスペインはカリブ海の拠点経営に関心を失っており、セント・マーチン島も放棄された。

### 分割

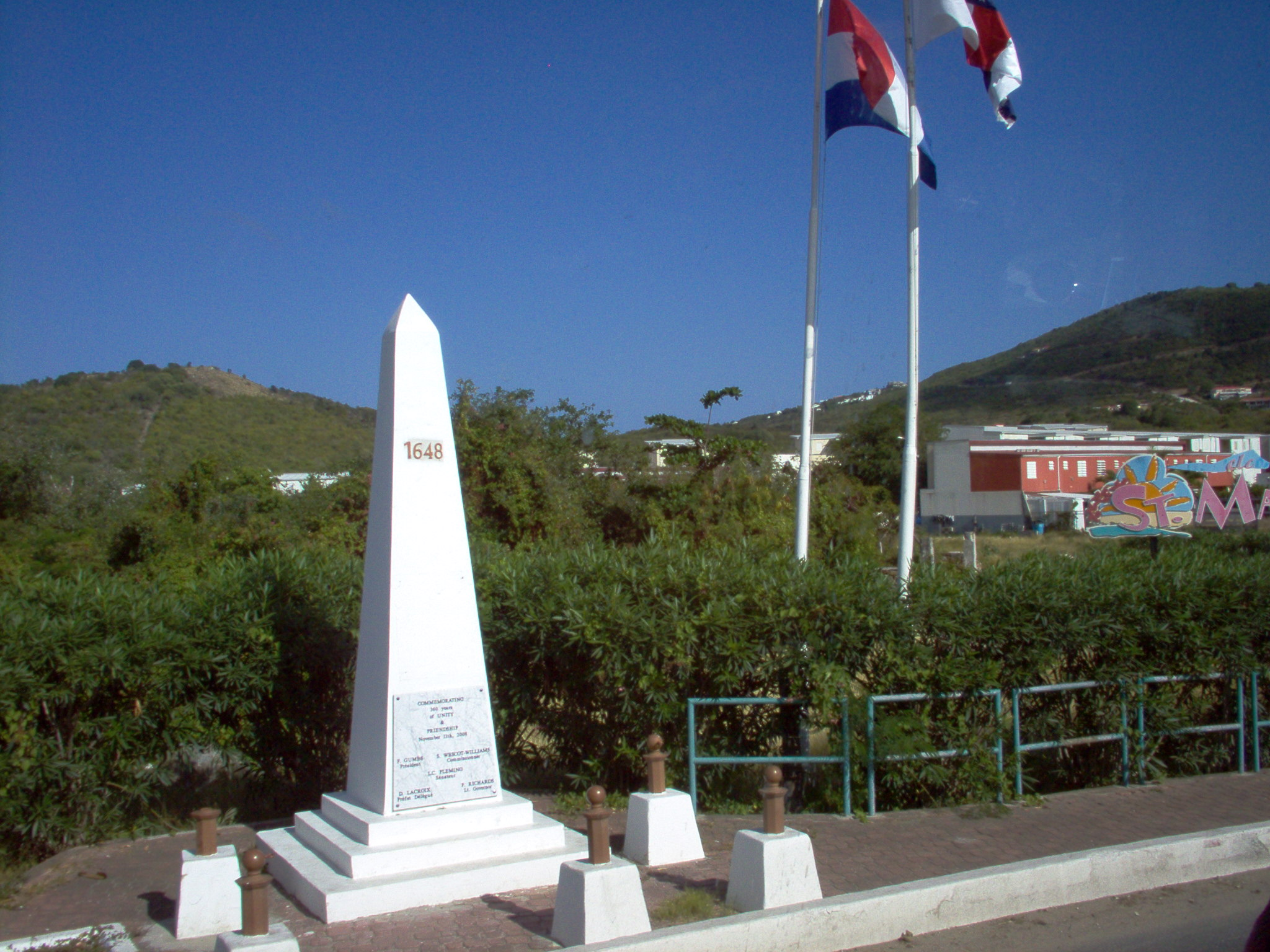
国境にあるモニュメント

空白となった島に、オランダとフランスが再び植民に乗り出した。オランダはシント・ユースタティウス島から、フランスはセントキッツ島から、それぞれ植民者を島に送り込んだ。1648年3月23日にフランスとオランダは、54km2をフランス領、34km2をオランダ領とする条約を結んだ。島を分割する署名がコンコルディア山の麓で行われたことから、コンコルディア条約 (Treaty of Concordia) と呼ばれている。以後、オランダ側はシント・ユースタティウス島の管轄下に、フランス側はセントキッツ島の管轄下に置かれた。
18世紀から19世紀にかけて、イギリスが島の支配を図り、フランス・オランダと激しく争うこととなった。1648年から1816年にかけて、持ち主の交替は16度も生じている。
1815年のパリ条約によって、現在の状況が確定した。
オランダ領側（シント・マールテン）では、1763年にフィリップスブルフが建設された。シント・マールテンは「シント・ユースタティウス植民地」「西インド植民地」を経て、1845年以降ほかのカリブ海地域のオランダ領とともに「キュラソー植民地」の一部となり、キュラソー島ウィレムスタッドの総督の管轄下に置かれた。
最初に島へ奴隷を連れてきたのはスペイン人たちであったが、その数は多くなかった。しかし、新たな産業としてプランテーションでタバコや綿花が栽培されるようになると、膨大な奴隷たちが移入され、労働に従事させられた。奴隷たちは過酷な取り扱いに対してしばしば反乱を引き起こし、地主たちも無視はできなくなった。1848年、フランス領側で奴隷制度が廃止され、その15年後の1863年にはオランダ領側でもこれに続いた。奴隷制度廃止後、プランテーション経営は衰退し、島の経済も後退した。この奴隷制度の廃止に関するフランスとオランダ両側の長官の間の一連の手紙は2017年にユネスコの世界の記憶に登録された。

### 20世紀
1939年、セント・マーチン島は免税港を宣言し、経済発展に向けて進むようになる。
1943年、アメリカ軍の基地として飛行場（のちのプリンセス・ジュリアナ国際空港）が建設され、ドイツ軍の潜水艦との戦いの上で重要な役割を果たした。この頃には、島の南北の共通作業言語として英語が広く使われるようになった。
1950年代、シント・マールテンは観光地として着目を浴びるようになり、リゾート地としての開発が進められた。一つの島がオランダとフランスとに分けられているユニークな地理的状況もあって観光熱は周囲の島々よりも高く、プリンセス・ジュリアナ国際空港は東カリブで最も利用者の多い空港となった。島全体の人口も5000人程度から、1990年代半ばには8万人にまで増加した。
1994年、オランダとフランスはセント・マーチン島国境管理条約 (Franco-Dutch treaty on Saint Martin border controls) に調印した。
1995年9月に島を襲ったハリケーン「ルイス」 (Hurricane Luis) は、島全体で12人の死者と数百人の負傷者、数千軒の家屋の倒壊という大きな被害をもたらし、観光業への打撃とそれに伴う失業者の増大など、産業・経済に大きな影響を及ぼした。このハリケーンの衝撃から、「ルイス前」（pre-Luis）・「ルイス後」（post-Luis）という表現が使われるという。

### 21世紀
オランダ領側（シント・マールテン）を管轄していたキュラソー植民地は、第二次世界大戦後にオランダの自治領「オランダ領アンティル」となった。2010年10月、オランダ領アンティルは解体され、シント・マールテンは単独でオランダの自治領となった。
フランス領側（サン・マルタン）は1946年以降サン・バルテルミー島と共にフランスの海外県グアドループに属した。2007年、サン・マルタンはグアドループから分離し、単独でフランスの海外準県となった。

## 経済・産業
島の主要な産業は観光であり、オランダ領側では労働人口の4/5、フランス領側では人口の85%が観光関連業に従事する。島を訪れる観光客は年間200万人以上とされる。
フランス領側の一人当たり所得はカリブ海地域で最高、オランダ領側の一人当たり所得は旧オランダ領アンティル5島の中で最高とされる。

## 住民
サン・マルタン（フランス領側）、シント・マールテン（オランダ領側）共にアフリカ系黒人が多いが、他にクレオールや白人も多い。宗教はキリスト教。
公用語はサン・マルタン（フランス領側）がフランス語でシント・マールテン（オランダ領側）がオランダ語だが、英語も幅広く話すので英語も通じる。

## 交通

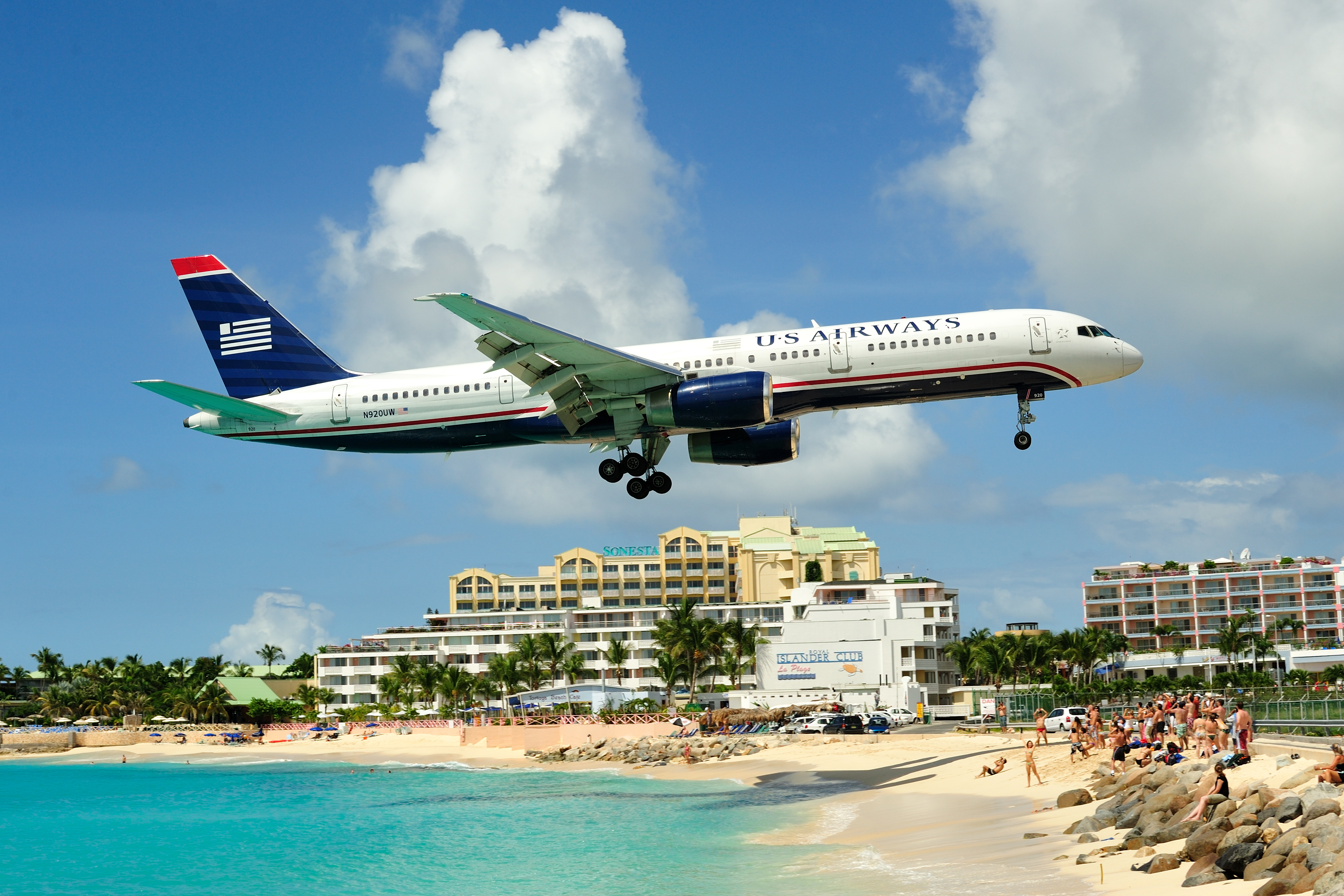
プリンセス・ジュリアナ国際空港に降りるため、マホ・ビーチの十数メートル上空を飛ぶUSエアウェイズのボーイングB757-200型機

### 空港
- プリンセス・ジュリアナ国際空港
- グランカーズ・エスペランサ飛行場

島内に空港は2つある。フランス領側北部のグランカーズ・エスペランサ飛行場と、オランダ領側西部のプリンセス・ジュリアナ国際空港である。規模が大きいのはプリンセス・ジュリアナ国際空港で、大型ジェット旅客機の発着も可能であり、島を訪れる観光客の玄関口となっているとともに、ビーチを低空で飛行機が通過する着陸風景は名物となっている。一方のグランカーズ・エスペランサ飛行場は、カリブ海フランス領の近距離路線が主となっている。

### 港湾
- シント・マールテン港（フィリップスブルフ）
- マリゴ港

## フィクションの中のセント・マーチン島
- 映画『スピード2』で客船が突っ込むのは、フィリップスブルフの町並みを模したセットである。